# 佐生正三郎
佐生 正三郎（さしょう しょうざぶろう、1898年4月9日 - 1971年9月21日）は、日本の映画会社経営者、実業家である。東洋汽船、ユニヴァーサル映画東京支社、パラマウント映画支配人を経て、東宝映画取締役、映画配給社理事、東宝常務取締役、太泉スタヂオ専務取締役、新東宝初代社長、日米映画社長、新外映配給社長を歴任した。「配給の神様」の異名をとり、フリーブッキング制（自由配給制度）の立案者として知られる。

## 人物・来歴

### 配給の神様

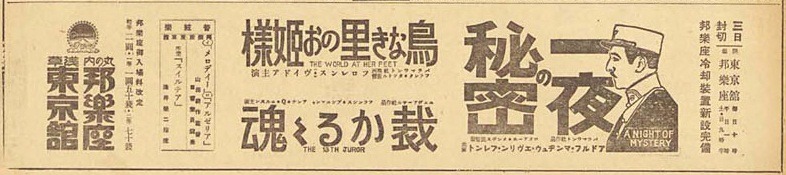
パラマウント直営館、邦楽座・東京館の広告（時事新報、1928年8月3日付）。

1898年（明治31年）4月9日、千葉県に生まれる。父の元治郎は、君津郡青堀町に所在した南総銀行の大貫支店長を務めていた。
早稲田大学理工学部（現在の早稲田大学理工学術院）を卒業し、東洋汽船に入社、文書課長を務める。1920年（大正9年）前後の同社は、子会社・東洋フィルム商会が『成金』を製作したり、大正活映を設立して映画を製作・配給したり、と映画事業に関係していた。やがて佐生は、1916年（大正4年）10月創立のユニヴァーサル映画東京支社（ユニヴァーサル播磨商会）に転職する。同支社は、同社極東支配人のトーマス・コクレン（英語: Tom D. Cochrane, 1869年 - 1937年）が播磨勝太郎と提携して始めた会社であったが、やがて、1922年（大正11年）には、コクレンがユニヴァーサル映画を退社して渡米、パラマウント映画に移籍、同社の極東支配人になり、同年7月には日本に戻り同年8月1日付で日本支社を開設しており、佐生もこれに移籍、支配人に就任する。1926年（大正15年）にニューヨーク市で発行された Film Daily Year Book 1926 には、東京市京橋区西紺屋町27番地（現在の東京都中央区銀座4丁目2番12号）の秀英舎ビル（現在の大日本印刷、跡地は銀座クリスタルビル）にあった東京事務所の支配人に佐生の名がすでに記されている。
佐生は、コクレンからアメリカ的計数主義を仕込まれ、合理的な営業手法を身に着けた。1931年（昭和6年）5月29日、松竹の大谷竹次郎社長、城戸四郎専務、蒲生重右衛門浅草松竹座支配人、パラマウント側からはコクレン、佐生、パラマウントの旗艦劇場であった邦楽座（現在の丸の内ピカデリー）の小笠原取締役が出席して、チェーン合併および松竹パ社興行社（S-PX）の設立の合意を成立させた。この時代のパラマウントは、東京市内外に邦楽座（観客定員数1,300名）のほか、浅草六区の東京館（のちの東京クラブ、観客定員数579名）、麻布・新堀町の芝園館（観客定員数575名）、神田・神保町の南明座、渋谷・百軒店の渋谷キネマ（のちのテアトル渋谷、観客定員数1,300名）の5館の直営館を抱えていた。
年間60作ものパラマウントの映画作品を日本市場に配給してきたが、1936年（昭和11年）9月、長らく在任し「配給の神様」の名を不動のものとしたパラマウント映画支配人を辞任、同年6月に設立された東宝映画配給に入社、取締役に就任する。この移籍は電撃的であり、同年10月に発行『キネマ週報』第279号にも「話題の人」として取り上げられている。翌1937年（昭和12年）9月10日、同社と写真化学研究所、ピー・シー・エル映画製作所、ゼーオー・スタヂオが合併されて東宝映画が設立されると、この新会社の取締役に就任する。佐生がパラマウントを去って1年後の同年11月9日、出張先のニューヨークでコクレンが亡くなっている。
森岩雄による映画製作、金指英一による経理、佐生による配給営業の手腕が、同社を数年のうちにメジャー企業に育て上げた、とされる。佐生が提唱したフリーブッキング制は、映画賃貸料は目分量で決められていたが、「その土地の人口、映画館数、入場料金等を勘案し、つぎに配給映画一本に対する製作費、間接費、本社経費、株主配当を含めたコストに、興行価値を加えた総収入単価を算出し、これを個々の映画館の立地条件に適合させて、適正妥当な貸付料金を算定する」という「クォータ・システム」の一種であり、この合理的な映画賃貸料によって、作品ごとにブッキングする方式である。同制度は、この新しい映画会社である東宝映画の当初に発揮された。
第二次世界大戦が開始され、ユニヴァーサル映画、パラマウント映画といったハリウッド映画の日本支社は1941年（昭和16年）12月に解散している。戦時統制のため、1942年（昭和17年）2月6日、すべての映画を一本化して配給する社団法人映画配給社が設立され、それにあたって、日本映画社（日映）の古野伊之助、松竹の阿部辰五郎、大映の河合龍斎とともに理事に就任する。

### 新東宝初代社長

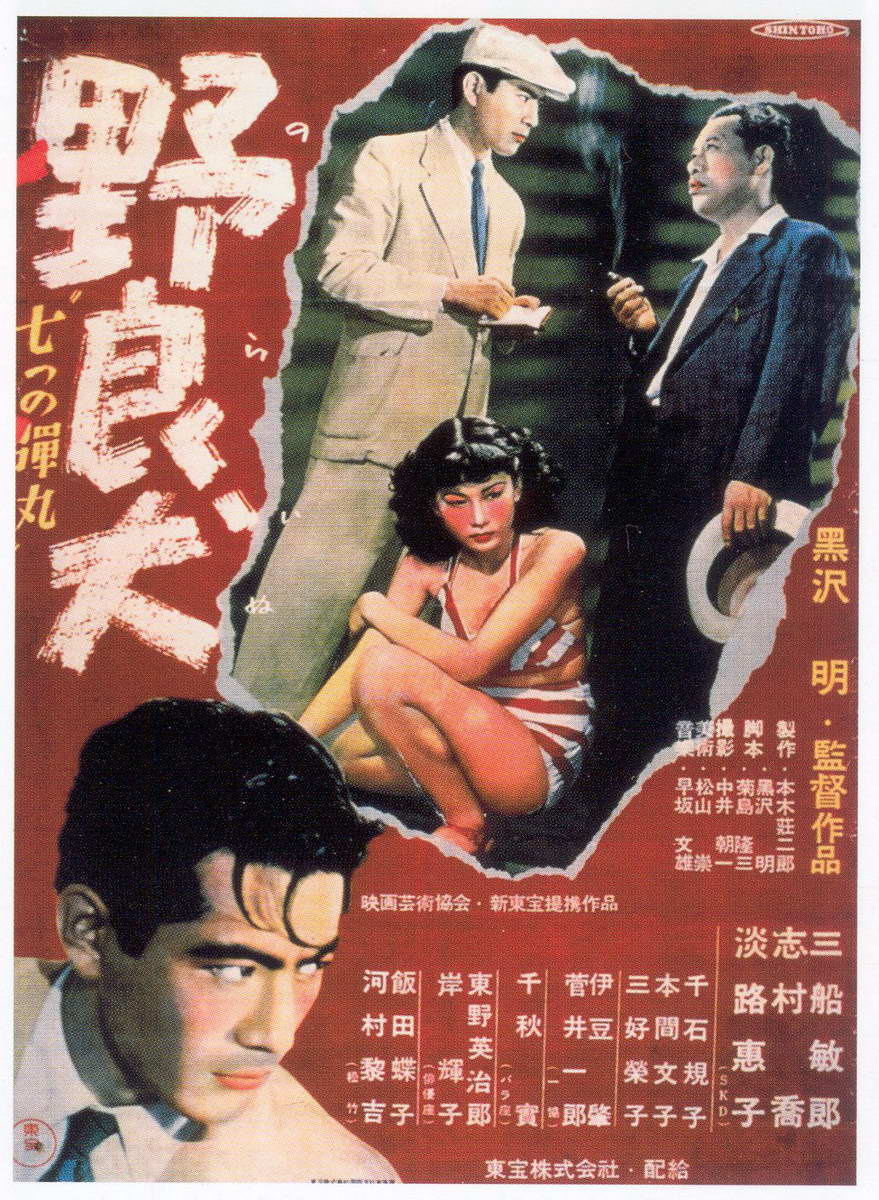
佐生社長時代のヒット作『野良犬』（監督黒澤明、配給東宝、1949年10月17日公開）。

戦後は、映画配給社が1946年（昭和21年）11月解散するとともに、1943年12月10日に合併して設立された東宝に復帰し、常務取締役に就任する。1947年（昭和22年）10月15日、東宝、日活、東横映画、東京急行電鉄（東急）、吉本興業らが出資して設立した太泉スタヂオ（のちの太泉映画、現在の東映東京撮影所）の専務取締役に就任した。
1948年（昭和23年）4月26日、新東宝の設立とともに同社の初代社長に就任する。同社は、前年3月25日に東宝第二撮影所（のちの国際放映撮影所、現在の東京メディアシティ）に設立された新東宝映画製作所の延長線上にある組織で、設立の当初、東宝争議のために生産不能に陥った東宝撮影所（現在の東宝スタジオ）に代って、東宝が配給するための作品を供給するための製作会社であった。佐生は、1年間全プログラムを供給しうる人材を集め、機構を固めた。
しかしながら、東宝は争議が終結するとともに自主製作を再開したため、佐生は、東宝との配給協定も1949年（昭和24年）7月末日をもって失効したと考え、同年11月初旬に自主配給を行う旨、明言した。このため東宝は、同社を合併したり、同社を解散整理したり等の支配介入を行おうとし、紛争となった。翌1950年（昭和25年）1月、佐生は、自主配給をすべく新東宝配給を設立し、同社の社長を兼任する。これについては、同年、公正取引委員会に訴えて争いになり、東宝が新東宝への支配介入を行わない方向で結審したのは翌年6月5日であった。同年10月15日に発行された『キネマ旬報』復刊特別号第1号の「日本映画の危機に対処する！」特集に『良い映畫を作れば良い』との論文を寄稿、傑作でありさえすれば利益はそれに伴うという「自由市場的な理想精神」で、製作・配給をともに推進した。太泉映画は、1951年（昭和26年）4月1日、東横映画、東京映画配給と合併して東映が発足、太泉映画が前日の3月31日に消滅するとともに、佐生は役員を退任している。1952年（昭和27年）11月に徳川夢声を初代理事長に発足した「東京芸能人国民健康保険組合」の発起人に名を連ねた。

製作機能をまだ持っていなかった日活との提携を模索したが、東宝等の反対派株主に阻まれ、1953年（昭和28年）2月10日、新東宝の取締役社長を辞任、同年6月、日米映画を設立して代表取締役社長に就任した。同社では、1957年（昭和32年）から日本テレビ放送網と提携して1時間もののテレビ映画を製作し、放映直後にそれを新東宝で劇場公開するといった新機軸を打ち出す等、新時代に対応した映画製作を行った。
いっぽう新東宝は、二代目社長田辺宗英、三代目社長服部知祥を経て、1955年（昭和30年）11月28日、四代目社長に大蔵貢が就任していた。その後、経営不振のため、1960年（昭和35年）12月1日、大蔵社長が辞任に追い込まれ、1961年（昭和36年）には佐生が再度呼ばれて、総支配人に就任したが、同年8月に旧作約600本の権利売却を行ったのちに同月末に倒産した。1962年（昭和37年）2月には、新外映配給の取締役社長に就任した。同年6月、パラマウント映画の日本支社長であった妻鳥循雄が急逝し、支社長空席のまま、日本総支配人として佐生が返り咲いた。新外映配給については、経営不振のため1963年（昭和38年）に佐生は更迭され、後任社長に片山武次が就任したが、同年11月に倒産している。1964年（昭和39年）6月13日、佐生はわずか2年でパラマウント映画を去った。
1971年（昭和46年）9月21日、死去した。満73歳没。

## ビブリオグラフィ
国立国会図書館蔵書による佐生の論文・エッセイ等の一覧。
- 『東寶映畫の陣谷强化』、『キネマ週報』第294号所収、キネマ週報社、1937年8月発行
- 『日本に於けるパラマウントの歴史を語る』（佐生正三郎・筈見恒夫・田村幸彦・伊勢壽雄・武山政信・J・W・パイパア）、『エスエス』第4巻第3号所収、東宝発行所、1939年3月発行
- 『鑑賞と上映の自由な選択 - 法の進歩性』、『キネマ旬報』通号74号所収、キネマ旬報社、1950年1月発行
- 『良い映畫を作れば良い』、『キネマ旬報』復刊特別号第1号所収、キネマ旬報社、1950年10月15日発行
- 『新東宝は登り坂 佐生正三郎氏縦横談』、『キネマ旬報』3月下旬号第34号所収、キネマ旬報社、1952年3月15日発行[28]
- 『立体映画への疑点』、『キネマ旬報』7月上旬号第67号所収、キネマ旬報社、1953年7月1日発行
- 『特別グラビア ある日の…』、『キネマ旬報』11月上旬号第325号所収、キネマ旬報社、1962年11月1日発行[29]

## ギャラリー

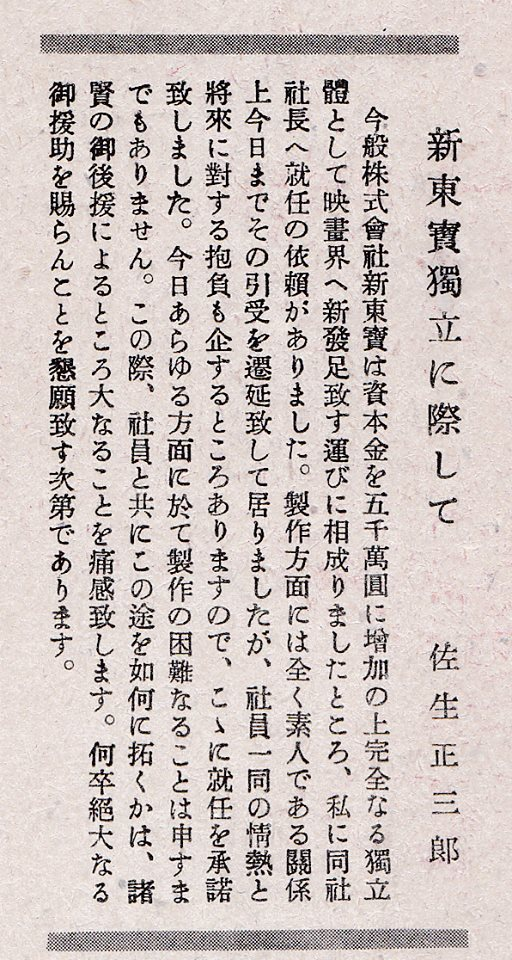
「新東宝独立に際して」（『Nichigeki No.36 新東寶獨立記念公演 スターパラダイス』、1948年5月18日号）。
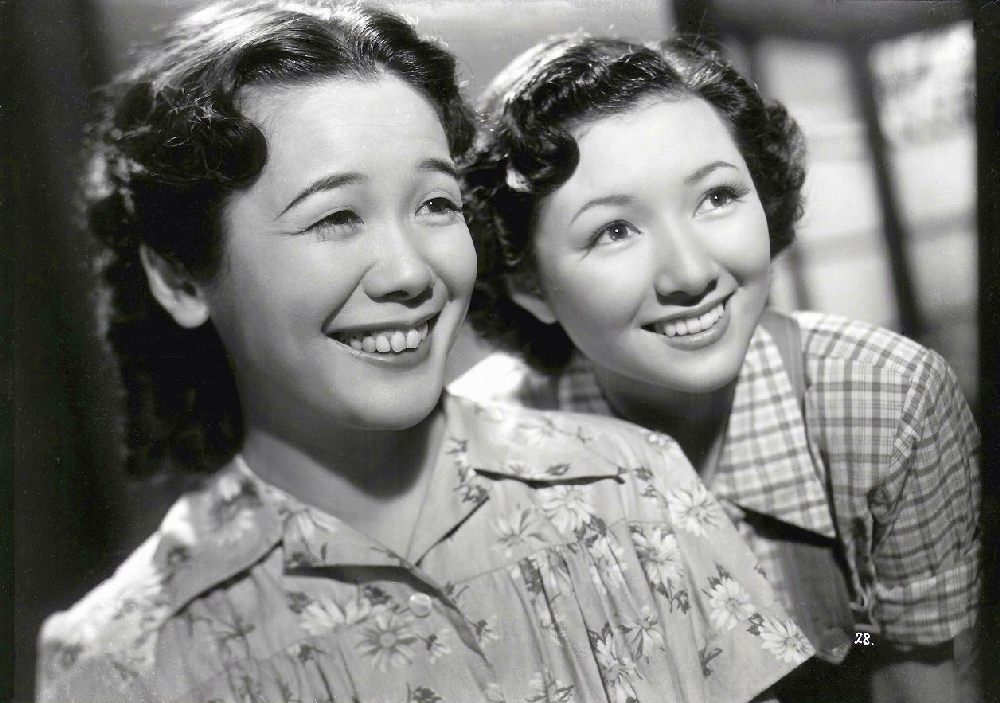
『銀座カンカン娘』（監督島耕二、1949年8月16日公開）の高峰秀子・笠置シヅ子。
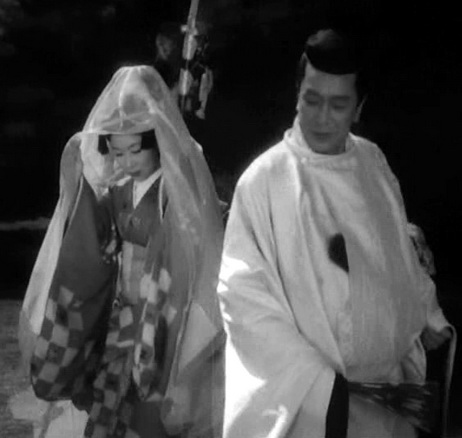
『西鶴一代女』（監督溝口健二、1952年4月17日公開）の田中絹代。